# Cruzamento teste

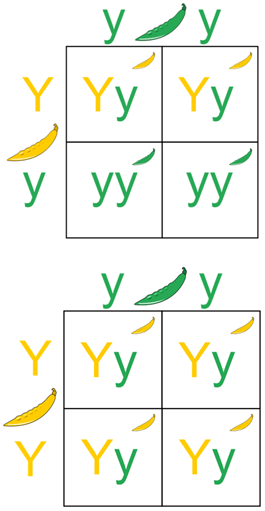
Quadrados de Punnett mostrando cruzamentos teste típicos e os dois resultados potenciais. O indivíduo em questão pode ser heterozigoto, em que metade da prole seria heterozigota e metade seria homozigota recessiva, ou homozigota dominante, em que toda a prole seria heterozigota

Sob a lei de dominância em genética, um indivíduo que expressa um fenótipo dominante pode conter duas cópias do alelo dominante (homozigoto dominante) ou uma cópia de cada alelo dominante e recessivo (heterozigoto dominante). Ao realizar um cruzamento teste, pode-se determinar se o indivíduo é heterozigoto ou homozigoto dominante.
Em um cruzamento teste, o indivíduo em questão é cruzado com outro indivíduo que é homozigoto para a característica recessiva e os descendentes do cruzamento de teste são examinados. Uma vez que o indivíduo homozigoto recessivo só pode transmitir alelos recessivos, o alelo que o indivíduo em questão transmite determina o fenótipo da prole. Assim, este teste produz duas situações possíveis:
1. Se algum dos descendentes produzidos expressar a característica recessiva, o indivíduo em questão é heterozigoto para o alelo dominante.[1]
2. Se todos os descendentes produzidos expressam o traço dominante, o indivíduo em questão é homozigoto para o alelo dominante.[1]

## História
Os primeiros usos de cruzamentos teste foram nos experimentos de Gregor Mendel em hibridização de plantas. Ao estudar a herança de características dominantes e recessivas em plantas de ervilha, ele explica que a “significação” (agora denominada zigosidade) de um indivíduo para uma característica dominante é determinada pelos padrões de expressão da geração seguinte.
A redescoberta do trabalho de Mendel no início de 1900 levou a uma explosão de experimentos empregando os princípios de cruzamentos de teste. De 1908 a 1911, Thomas Hunt Morgan realizou cruzamentos de teste enquanto determinava o padrão de herança de uma mutação da cor branca dos olhos em Drosophila. Esses cruzamentos teste tornaram-se marcos na descoberta de traços ligados ao sexo.

## Aplicações em organismos-modelo
Os cruzamentos teste têm uma variedade de aplicações. Organismos animais comuns, chamados organismos-modelo, onde os cruzamentos de teste são frequentemente usados incluem Caenorhabditis elegans e Drosophila melanogaster. Os procedimentos básicos para realizar cruzamentos teste nesses organismos são fornecidos abaixo:

### C. elegans

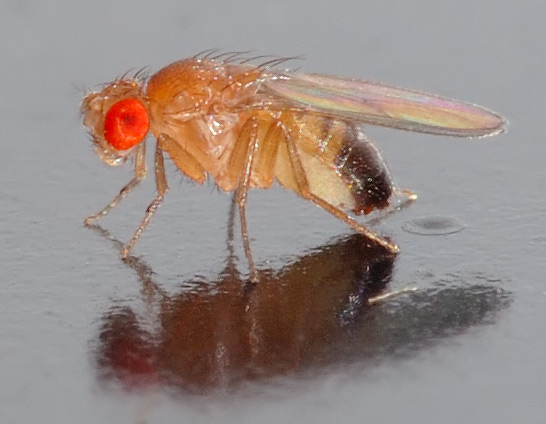
Drosophila melanogaster

Para realizar um cruzamento de teste com C. elegans, coloque vermes com um genótipo recessivo conhecido com vermes de um genótipo desconhecido em uma placa de ágar. Permita que os vermes machos e hermafroditas acasalem e produzam descendentes. Usando um microscópio, a proporção de fenótipo recessivo versus dominante elucidará o genótipo do genitor dominante.

### D. melanogaster
Para realizar um cruzamento teste com D. melanogaster, selecione uma característica com um fenótipo dominante e recessivo conhecido. A cor dos olhos vermelhos é dominante e o branco é recessivo. Obtenha fêmeas virgens com olhos brancos, machos jovens com olhos vermelhos e coloque-os em um único tubo. Uma vez que a prole comece a aparecer como larva, remova as linhagens parentais e observe o fenótipo da prole adulta.

## Limitações
Existem muitas limitações para cruzamentos test. Pode ser um processo demorado, pois alguns organismos requerem um longo tempo de crescimento em cada geração para mostrar o fenótipo necessário. Um grande número de descendentes também precisa ter dados confiáveis devido às estatísticas. Os cruzamentos de teste só são úteis se a dominância for completa. A dominância incompleta ocorre quando o alelo dominante e o alelo recessivo se unem para formar uma mistura dos dois fenótipos na prole. Expressividade variável é quando um único alelo produz uma variedade de fenótipos, o que também não é contabilizado em um cruzamento de teste.
À medida que surgem técnicas mais avançadas para determinar o genótipo, o cruzamento de teste está se tornando menos prevalente na genética. Os testes genéticos e o mapeamento do genoma são avanços modernos que permitem a determinação de informações mais eficientes e detalhadas sobre o genótipo de uma pessoa. Os cruzamentos teste, no entanto, ainda são usados até hoje e criaram uma excelente base para o desenvolvimento de técnicas mais sofisticadas.